# 白石駅 (札幌市営地下鉄)
白石駅（しろいしえき）は、北海道札幌市白石区東札幌2条6丁目にある、札幌市営地下鉄東西線の駅。駅番号はT13。

## 概要
1976年（昭和51年）6月10日に、地下鉄東西線の東側の起点・終点駅として開業したが、1982年（昭和57年）3月21日に当駅 - 新さっぽろ駅間が延伸開業したため、現在は途中駅となっている。
JR北海道（函館本線・千歳線）にも同名の白石駅があるが、両駅の間は約1.6kmも離れているため、乗り換え駅としては適さない。さっぽろ駅（JR札幌駅に隣接）や新さっぽろ駅（JR新札幌駅に隣接）では、JR駅との混同を避ける目的で駅名を平仮名表記にしているが、当駅はJR白石駅とは離れた位置にあり、混同しづらいことから区別を付けず、JR駅と同じ漢字表記となっている。

## 歴史
- 1976年（昭和51年）6月10日：琴似駅 - 白石駅間開業に伴い、設置。
- 1982年（昭和57年）3月21日：白石駅 - 新さっぽろ駅間の延伸開業に伴い、中間駅となる[2][3]。
- 2008年（平成20年）11月11日：可動式ホーム柵が稼働開始[4]。
- 2016年（平成28年）10月19日：2015年1月19日より閉鎖されていた6番出口が運用再開。

## 駅構造
島式ホームの1面2線。以前はこの駅が東西線の東側の終点だった。両方向に転轍機を有し、緊急時の折り返し運行に対応している。出口は7番出口まであるが、3番出口の記載が消されている（地上部分も同様）。定期券売場を併設している。ホームと改札を結ぶエレベーターは西改札口に、地上へのエレベーターはバスターミナルの中にある。
2015年1月19日より白石区複合庁舎建設工事に伴い6番出口が閉鎖、その後取り壊された。なお6番出口は2016年10月19日より複合庁舎に組み込まれる形で運用再開され、同年11月7日より複合庁舎と直結され、供用開始された。

### のりば
| ホーム | 路線   | 行先             |
| ------ | ------ | ---------------- |
| 1      | 東西線 | 新さっぽろ方面   |
| 2      | 東西線 | 大通・宮の沢方面 |

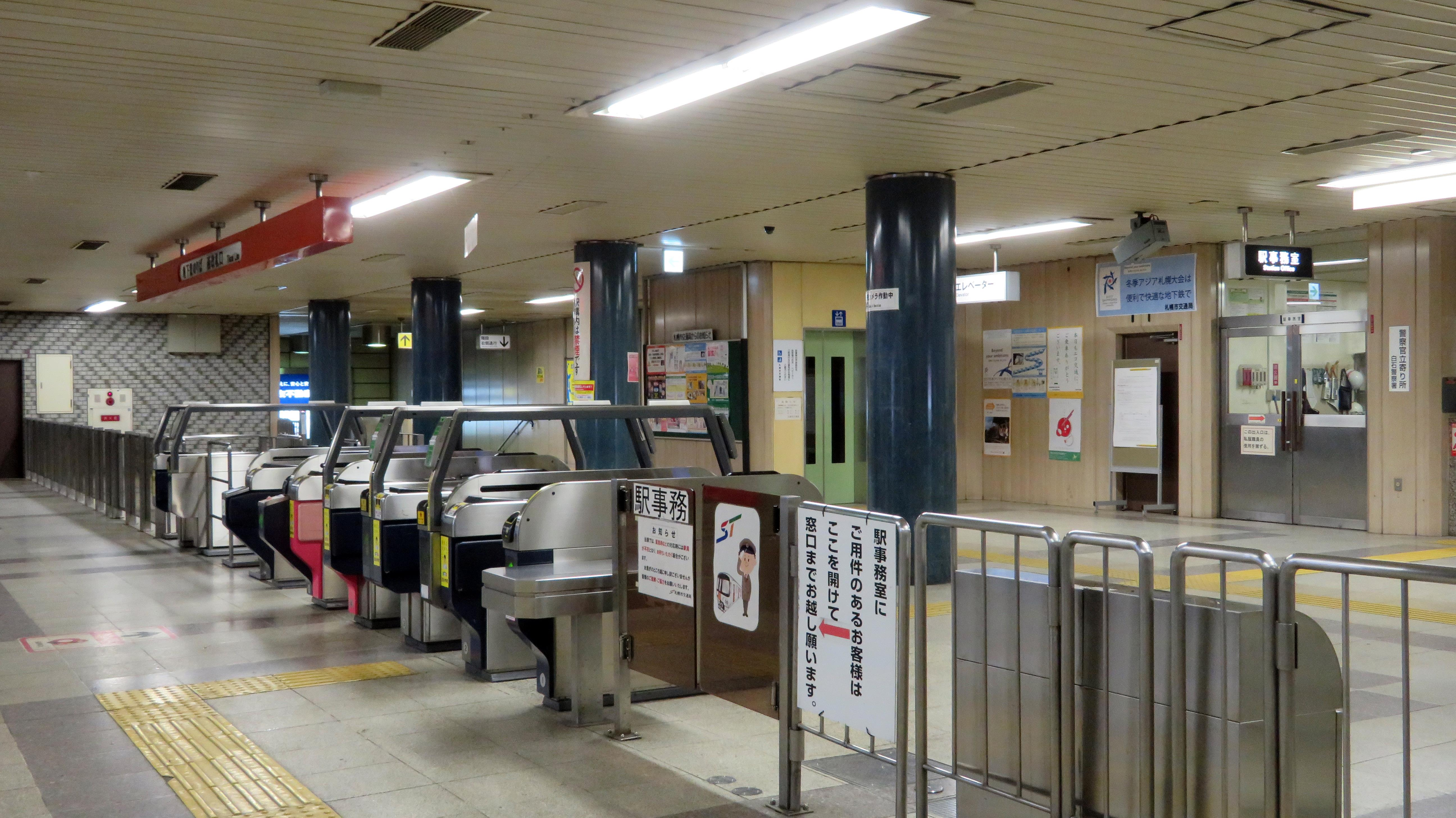
改札口
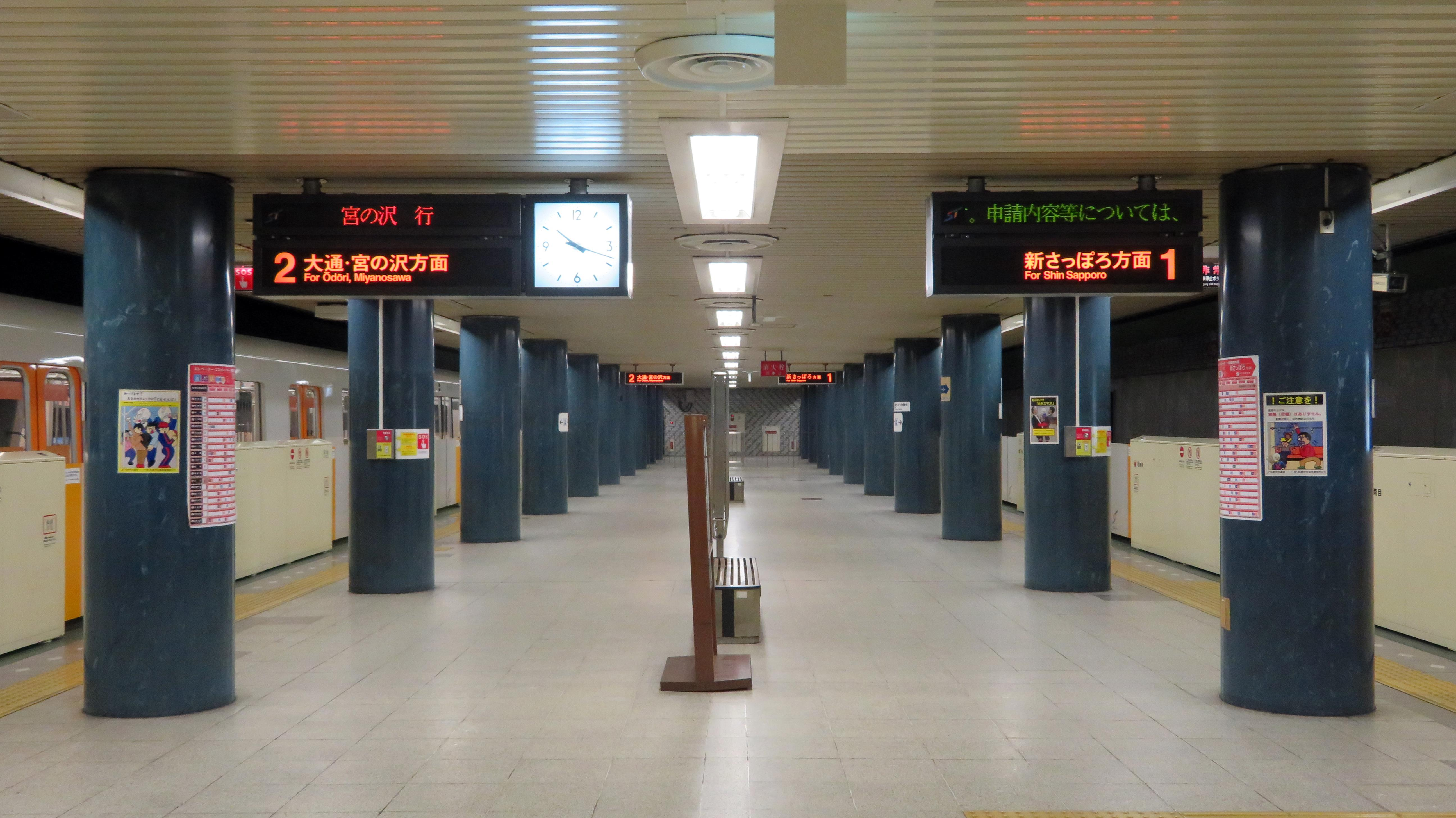
ホーム
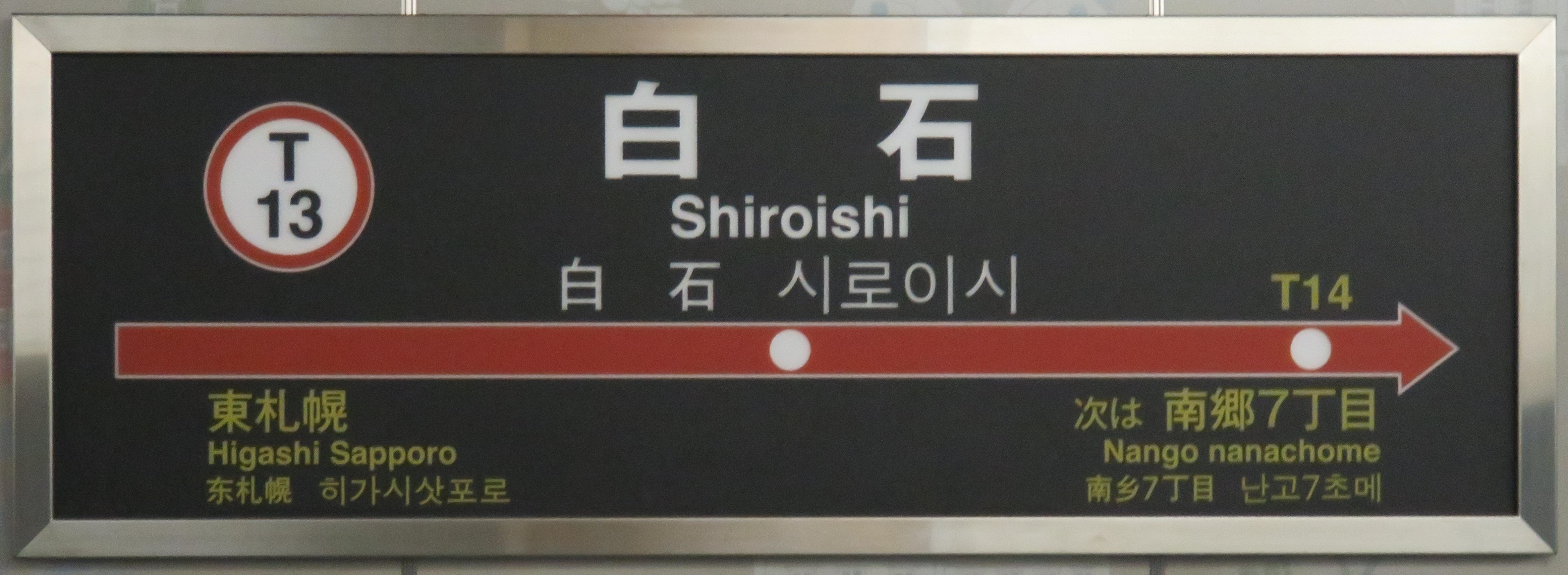
駅名標

## 利用状況
札幌市交通局によると、2020年度の一日平均乗車人員は11,161人であった。
近年の1日平均乗車人員の推移は以下のとおりである。
| 年度   | 1日平均 乗車人員 | 出典   |
| ------ | ---------------- | ------ |
| 2008年 | 11,558           | [ 7 ]  |
| 2009年 | 11,196           | [ 7 ]  |
| 2010年 | 11,233           | [ 8 ]  |
| 2011年 | 11,375           | [ 8 ]  |
| 2012年 | 11,883           | [ 8 ]  |
| 2013年 | 12,234           | [ 8 ]  |
| 2014年 | 12,582           | [ 8 ]  |
| 2015年 | 12,788           | [ 9 ]  |
| 2016年 | 13,406           | [ 9 ]  |
| 2017年 | 14,161           | [ 9 ]  |
| 2018年 | 14,290           | [ 10 ] |
| 2019年 | 14,163           | [ 10 ] |
| 2020年 | 11,161           | [ 11 ] |

## 駅周辺
南郷通と環状通が交わる場所にあり、駅周辺は中規模の商業地区で、終日人でにぎわっている。
- 白石南郷一郵便局
- 北洋銀行南郷通支店
- 北門信用金庫札幌東支店
- 白石中央自動車学園
- 札幌フードセンター白石店
- 東光ストア白石ターミナル店
- 北雄ラッキー白石ターミナル店
- 札幌市白石区役所、札幌市白石区民センター
- 札幌市白石保健センター
- 東札幌やまびこ公園 - 毎年夏に「二条町内納涼夏まつり」会場として使用される。
- 札幌市立東札幌小学校
- 札幌市立南白石小学校
- 札幌市立日章中学校
- 進学会（北大学力増進会）本社

## バス路線

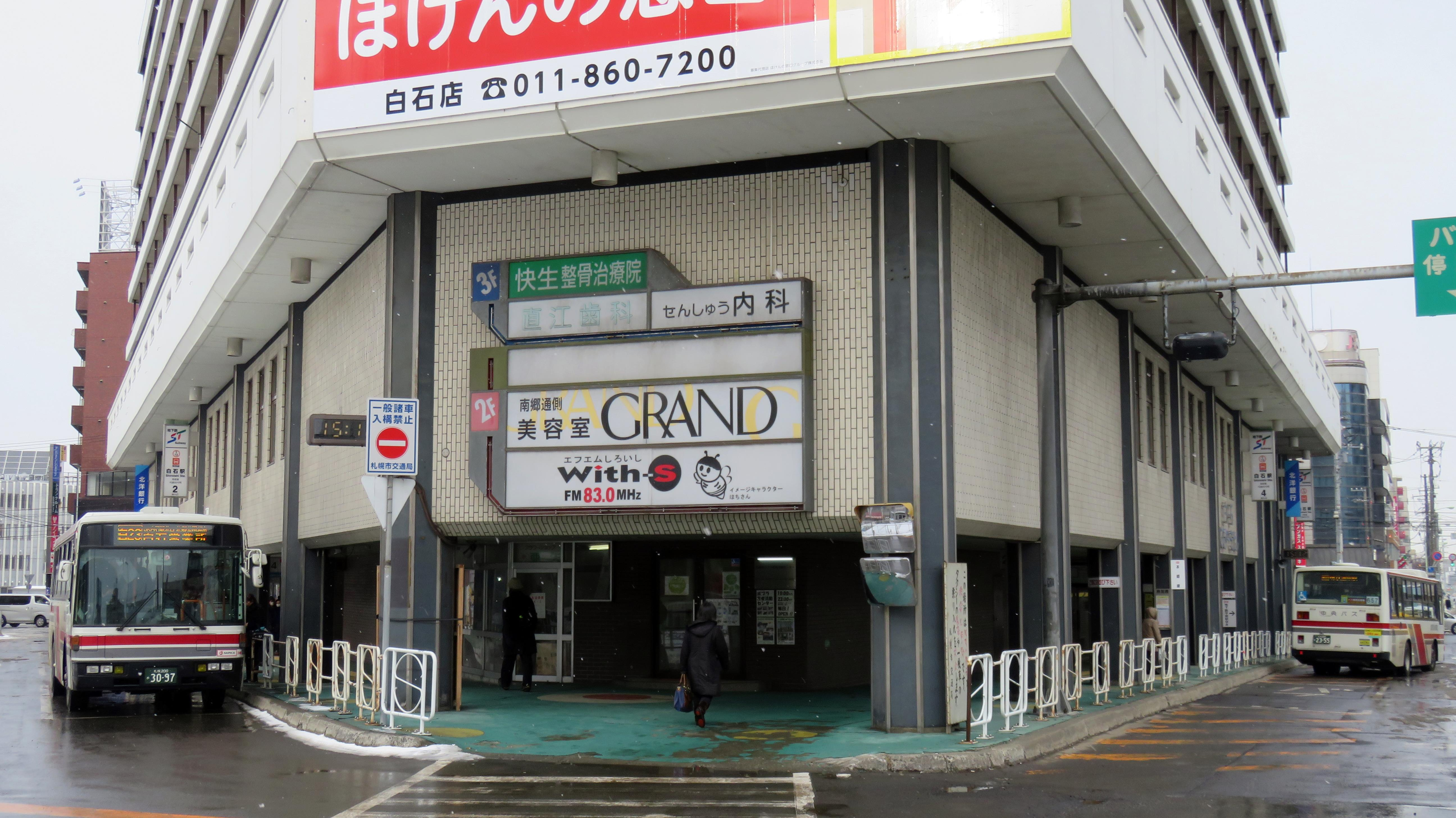
白石バスターミナル

1〜5番のりばは1976年（昭和51年）6月10日に供用開始した「白石バスターミナル」。2021年（令和3年）12月の平日1日あたり、スクールバス等の非公示便を除く発着便数は、バスターミナル・路上停留所を合わせて267便（感染症流行による一時運休便を含む）。
2024年（令和6年）4月1日現在。新千歳空港連絡バスのみ北都交通で、他は北海道中央バス。北海道中央バス路線の詳細は白石営業所を参照。
1番のりば
- スクールバス

2番のりば
- 白22 川下線：白石営業所行
- 白57 北郷本線：白石営業所行

3番のりば
- 白23 北郷線：白石営業所行・白陵高校行

4番のりば
- 白24 川下線：白石営業所行・白陵高校行

5番のりば
- 東60 北15条線：環状通東駅行

路上 6番出入口側 環状通沿い
- 白30 白石平岸線：平岸駅行

路上 7番出入口側 南郷通沿い
- E 新千歳空港連絡バス：新千歳空港行（休止中[15]）

## その他
- 駅スタンプは白石駅のイニシャルSの中に白石こころーどが描かれている[16]。
- 建設開始時の仮駅名は「環状通」であった。
- 札幌市が2011年に発行した「中小河川洪水ハザードマップ」によれば、札幌市は地下鉄白石駅を、豪雨等を原因とする望月寒川の決壊・氾濫による「浸水の危険が想定される駅」に指定した。浸水時の入場は極めて危険であるため、浸水前避難が推奨されている[17]。

## 隣の駅
札幌市営地下鉄
 東西線
東札幌駅 (T12) - 白石駅 (T13) - 南郷7丁目駅 (T14)